# 佐藤夕子 (政治家)
佐藤 夕子（さとう ゆうこ、1963年1月6日 - ）は、日本の政治家。減税日本所属の名古屋市会議員（3期）。減税日本副代表。
衆議院議員（1期）、愛知県議会議員（1期）を歴任した。

## 経歴

### 生い立ち
愛知県名古屋市生まれ（現住所は名古屋市東区芳野）。名古屋市立富士見台小学校、金城学院中学校・高等学校卒業。1983年3月、金城学院大学短期大学部保育科卒業。同年4月、学校法人自由ヶ丘学園の自由ヶ丘幼稚園・第三自由ヶ丘幼稚園の教諭となる。

### 政界へ
2006年9月、河村たかしの秘書となる。なお、河村の秘書経験者である佐藤や田中美絵子には「河村シスターズ」の通称があった。
2007年4月10日、愛知県議会議員選挙に、河村の出身地である名古屋市東区選挙区から民主党公認で出馬し初当選。
2009年4月7日、河村が名古屋市長選挙に出馬するため衆議院議員を辞職。それに伴って佐藤も同年7月21日、県議を辞職。8月30日の第45回衆議院議員総選挙に、河村の選出選挙区である愛知1区から民主党公認で出馬し初当選。

### 民主党を離党後
2011年3月3日、3月13日に名古屋市議選で名古屋市長の河村たかしが代表を務める地域政党・減税日本の候補が立候補をするのを応援するために、民主党に離党届を提出。民主党幹事長の岡田克也から慰留・名古屋市会議員選挙終了後再度対話の提案をされたものの、「気持ちは変わらない」と断った。民主党愛知県連は佐藤の除名を求めていたが、民主党執行部が衆議院再可決に必要な議席の確保を優先して佐藤との関係悪化を避けて5月13日に民主党離党届は受理。5月18日に衆議院民主党会派から離脱した。
なお、2009年の衆院選で民主党政権が誕生して以降、政治資金疑惑や政治活動の責任を取って離党したのではなく、民主党執行部の方針に反発して民主党所属の現職国会議員が離党表明をするのは初めて。
2011年6月2日に採決された菅内閣不信任決議（菅おろし）については「復興支援は長期にわたり、増税路線の菅首相を信任することはできない」と不信任票を投ずる可能性を示唆していたが、実際の投票では棄権した。また同年8月30日の衆議院本会議における内閣総理大臣指名選挙では投票者（自身）の名前は書いたものの白紙投票したため、唯一の無効票となっている。

### 減税日本との関係
2011年に民主党から離党して以降、マスコミでは佐藤夕子は「減税日本に入党する意向」「減税日本初の国会議員」など「減税日本党員」であるかのように報じられており、減税日本の公式サイトでは2011年5月26日における「愛知県外の減税日本へのお問合せについて」では減税日本の政策やご意見・公認・推薦など減税日本に関する問い合わせ窓口が佐藤夕子の議員事務所（東京都千代田区永田町にある衆議院第1議員会館内）になっており、2011年8月28日における「新役員発表」では減税日本副代表であることが確認されている。
ただし佐藤夕子の公式サイトにおいて、佐藤夕子が民主党離党当初は「減税日本党員」であるとは明記はされていなかった。また5月31日に佐藤夕子が届け出た衆議院1人「会派」の名称は佐藤の政治団体である「佐藤ゆうこ政策研究会」の名称をそのまま届け出ているが、この場合の「会派」は「国会における各会派に対する立法事務費の交付に関する法律」上のもので、院内会派とは異なる。
しかしその後、佐藤の公式サイトでは減税日本と河村たかしのページがリンクされ、佐藤の公式サイト「お知らせ」では減税日本ののぼりをバックに演説をする姿が掲載されるなどしており、実質的に減税日本所属の国会議員として扱われている。
2012年7月18日、元民主党系の無所属議員ら4名と共に衆院で新会派を結成する意向であると報じられた。この会派は改革無所属の会として結成されたが、河村が次期衆院選までに減税日本として国会議員5名を集め単独で政党要件を満たす方針を決めたため、佐藤はこの新会派には参加しなかった。
2012年8月17日、民主党に離党届を提出した衆議院議員小林興起・小泉俊明が減税日本に合流。同年8月31日、佐藤・小林・小泉の減税日本所属衆議院議員3名は、民主党を離党し無所属となっていた平智之とともに新会派「減税日本・平安」を結成した（その後、平が抜けたため再び会派名は減税日本に戻った）。10月30日に熊田篤嗣、水野智彦が入党し所属議員5名を確保したため国政政党化した。
なお、国政政党としての減税日本は、11月22日に結成された国民新党を離党し無所属として活動していた亀井静香と民主党を離党した山田正彦が結成した反TPP・脱原発・消費増税凍結を実現する党との合流で生まれた減税日本・反TPP・脱原発を実現する党となり、11月27日に結成された日本未来の党との合流により国会での議席を失った。

### 日本未来の党時代
2012年12月16日の第46回衆議院議員総選挙では、公示日直前に結成された日本未来の党公認候補として愛知1区に出馬。選挙期間中は河村の全面的な支援を得たものの、党名の変更によって有権者が『佐藤=日本未来の党』というイメージが定着していなかった点が響き、落選。比例復活も惜敗率が低かったためならなかった。その後日本未来の党が解党。2013年5月の役員人事で減税日本副代表に復帰した。

### 地方政界への転身と国政再挑戦
2015年4月12日の名古屋市議会議員選挙に東区から減税日本公認で出馬し初当選した。市議会の会派としては減税日本ナゴヤに所属。
2017年9月28日、衆議院が解散。出馬に意欲を示していた河村たかしであったが、市長の後継者選びに難航したことなどから断念。衆議院議員時代に地盤とした愛知1区の候補者擁立を希望の党に働きかけ、10月3日、同党は佐藤を擁立することを発表した。10月4日、佐藤は市議を辞職。10月22日に行われた第48回衆議院議員総選挙に希望の党公認で愛知1区から出馬するも、小選挙区・比例ともに落選した。佐藤の辞職に伴う東区の市議補選の候補に河村は佐藤を立てることを考えていたが、佐藤が固辞したことにより、11月6日、減税日本は公認候補を擁立しないことを明らかにした。2018年4月、減税日本副代表に再任された。
2019年4月7日の名古屋市議会議員選挙に東区から減税日本公認で立候補し市議に返り咲いた。2023年名古屋市議会議員選挙で3選。